# Bruttó nemzeti jövedelem
A közgazdaságtanban a bruttó nemzeti jövedelem (angol: gross national income, GNI)  vagy korábban bruttó nemzeti össztermék (GNP) egy olyan makrogazdasági mennyiség, amelyet úgy számítanak ki, hogy egy ország bruttó hazai termékéhez (GDP) hozzáadják, vagy abból levonják az országok közötti különféle jövedelemáramlásokat.
Ahhoz, hogy egy nemzet GDP-jéről a GNI-re váltsunk, néhány módosítást kell tenni a GDP-n:
- nyereség, amelyet a vállalatok külföldön szereznek és utalnak át (azaz a saját piacukra küldik);
- minden bér és fizetés, amelyet a polgárok külföldön szerreznek és átutalnak;
- bármely más külföldi befektetésből származó bevétel, amelyet vállalkozások vagy családok szereznek és átutalnak;
- a nemzettől kapott bármilyen segély.

Szükséges azonban a csökkentés is:
- a nem helyi vállalkozások és a hazatelepültek által az országban elért nyereség;
- az országban lakóhellyel nem rendelkező nem állampolgár személyek által kapott és átutalt bérek és fizetések;
- minden bevétel, amelyet külföldi befektetők szereznek az országban és külföldre utalnak ki;
- a nemzet által teljesített összes külföldi segélykifizetés.

## Fordítás
- Ez a szócikk részben vagy egészben  a   Reddito nazionale lordo című olasz Wikipédia-szócikk fordításán alapul.  Az eredeti cikk szerkesztőit annak laptörténete sorolja fel. Ez a jelzés csupán a megfogalmazás eredetét és a szerzői jogokat jelzi, nem szolgál a cikkben szereplő információk forrásmegjelöléseként.